# Fraktur
El mot alemany Fraktur ([fʁaktʊɐ]) es refereix a una lletra tipogràfica de la família de les gòtiques, també anomenades trencades.
Des de mitjan segle xvi fins al començament del segle xx va ser la lletra tipogràfica més utilitzada a Alemanya. Tot i que el seu origen es troba al moviment gòtic al nord de França, amb el temps es va considerar com a expressió de l'ànima alemanya, més recte, dret, que l'ànima romana més arrodonida, una concepció molt popular durant l'època del nacionalisme romàntic al segle xix. Era la més utilitzada de la família de les tipus gòtiques, a costa de la Textur, Schwabacher i molts altres.

## Origen
Es va crear a l'inici segle xvi, però no se sap exactament qui en va ser l'autor, ja que les primeres troballes amb aquesta lletra tipogràfica van ser manuscrits provinents de la Universitat de Viena i Nuremberg. Un dels possibles autors podria ser Vinzenz Rockner, secretari de l'emperador Maximilià I. Vinzenz vigilava les impressions dels llibres i feia les preimpressions a mà però no es pot assegurar aquesta atribució. Hi ha una altra teoria que sosté que va ser un monjo anomenat Leonard Wagner, ja que va crear una escriptura molt semblant a la Fraktur.
El primer llibre imprès amb aquesta tipografia, un llibre de pregàries, es va crear l'any 1513 per Hans Schonsperger. La segona aplicació de la qual es té constància va ser el 1517 a Nuremberg (Alemanya). amb el llibre Teurdank. L'estètica final d'aquesta lletra tipogràfica es va fer al segle xviii per G. I. Breitkopf i J. F. Unger.

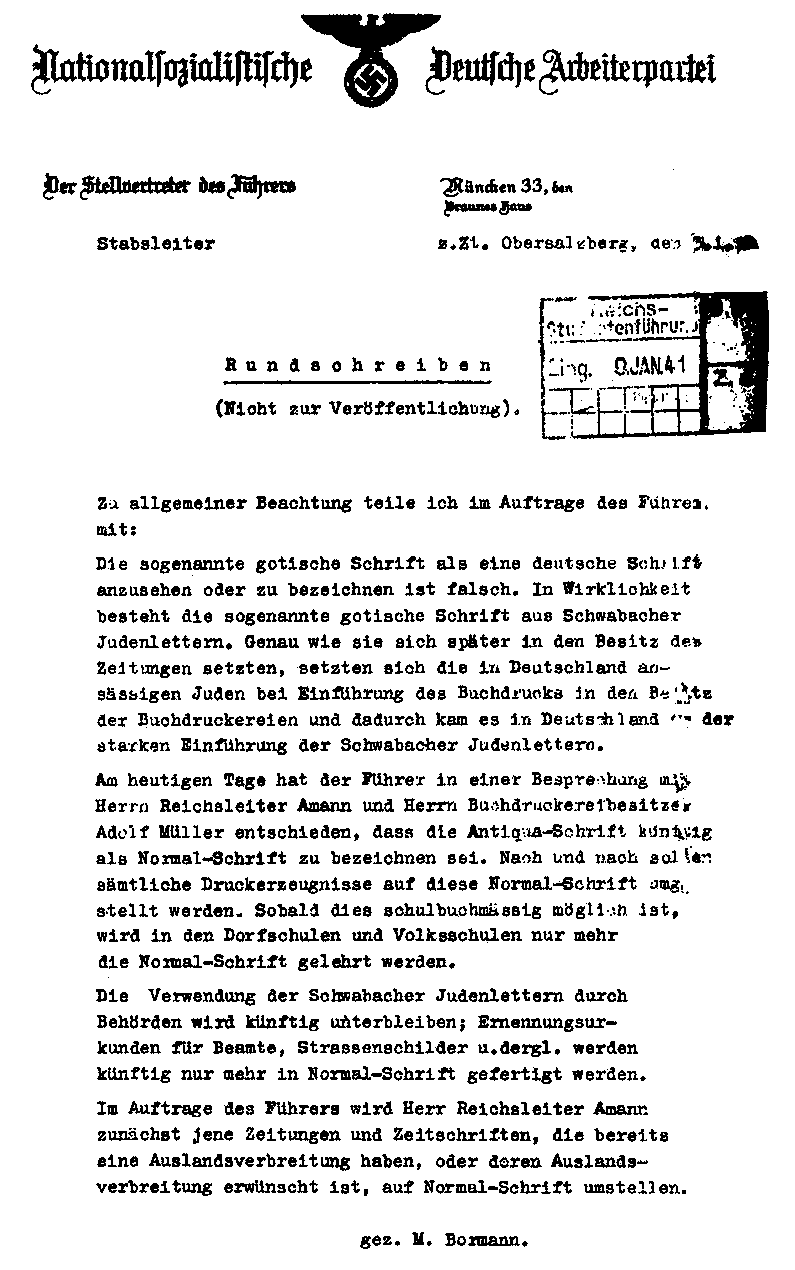
Comunicació de prohibició de la Fraktur i normalització de la tipografia amb la Antiqua

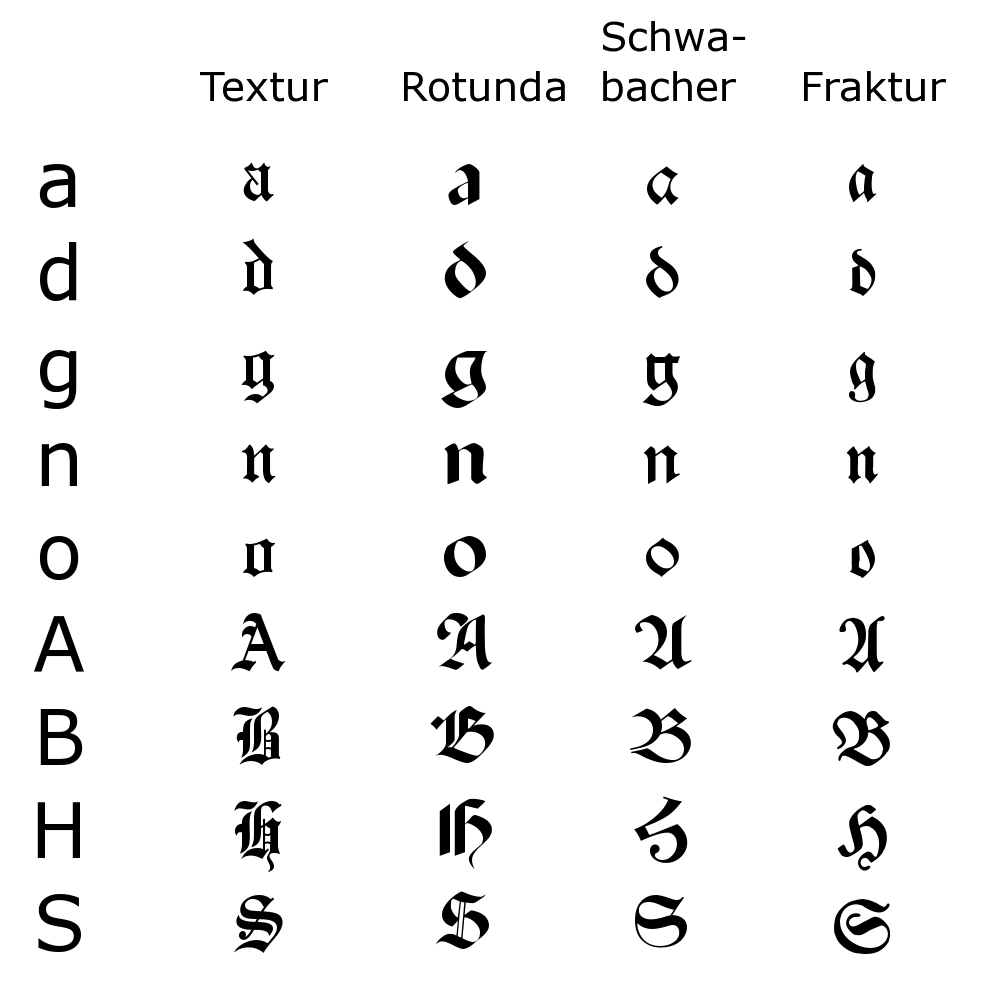
Comparació de tipografies gòtiques anàlogues amb Fraktur

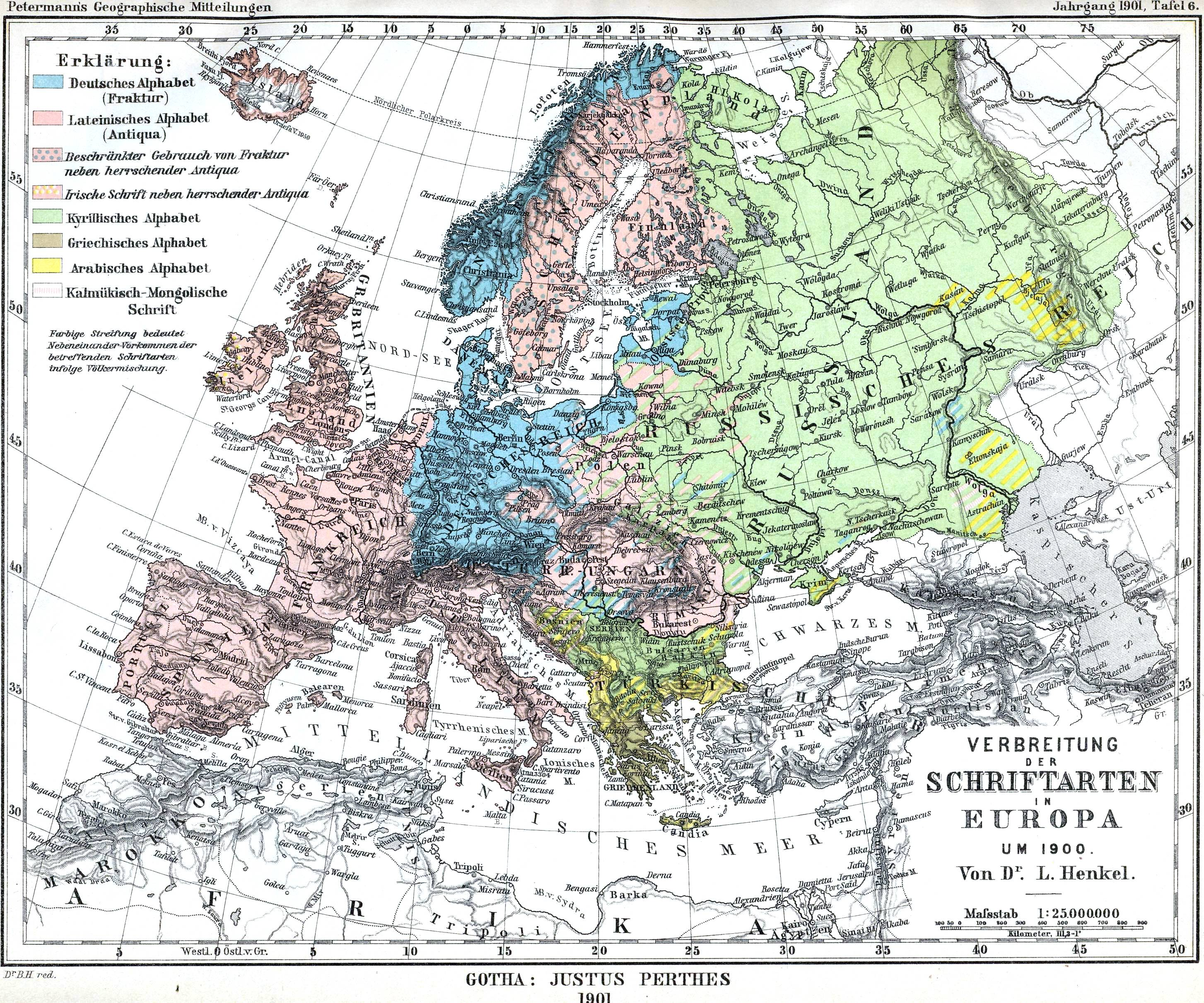
Difusió de la tipografia a Europa sobre el 1900

## Història d'ús
Anys després de la seva creació, presumptament per Johann Schönsperger, Hieronymus Andreae va crear una nova versió de la Fraktur. Al segle xvii, aquesta lletra tipogràfica va tenir una davallada. però, en el segle xviii, alguns tipògrafs progressistes com G. I. Breitkopf i J. F. Unger van redissenyar la font amb nous estàndards estètics de l'època. La Fraktur de Breitkopf va esdevenir la font oficial a la zona de parla alemany. La gran majoria dels documents i periòdics, com el Neue Zürcher Zeitung, eren escrits sencers amb aquesta tipografia. Als anys 40 va caure en desús generat en part per la seva prohibició durant el règim nazi que la considerava «lletra jueva» schwabacher Judenlettern. En aquesta època es crearen noves variants de la Fraktur com Fette Fraktur o Neudoerffer Fraktur, entre d'altres. Actualment la Fraktur i altres tipus d'escriptura trencada s'utilitzen principalment per a tasques decoratives, grafisme en heavy metal o gòtic, publicitat i senyalització. A més, gran part dels hostals antics o cerveses a Alemanya tenen cartells amb aquesta font, ja que denota tradició i artesania.

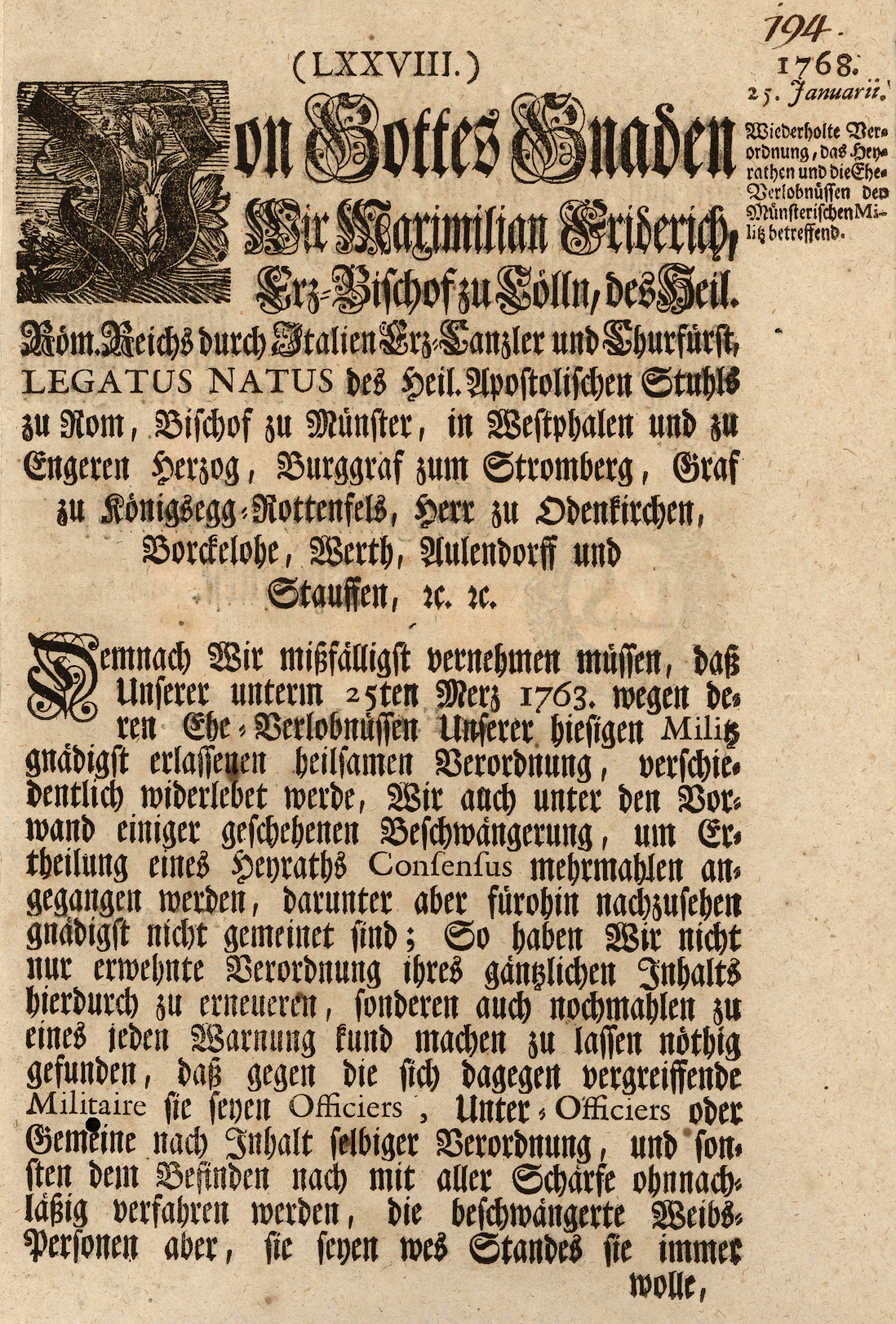
Imprès del segle xviii amb Fraktur per l'alemany i Antiqua per a les paraules franceses i llatines
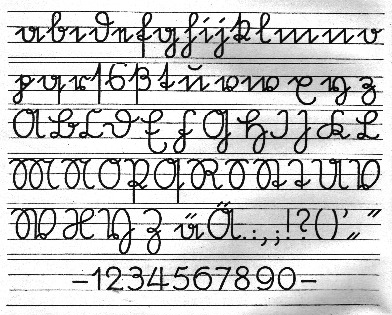
Sütterlin, alfabet normatiu per aprendre a escriure Fraktur a les escoles
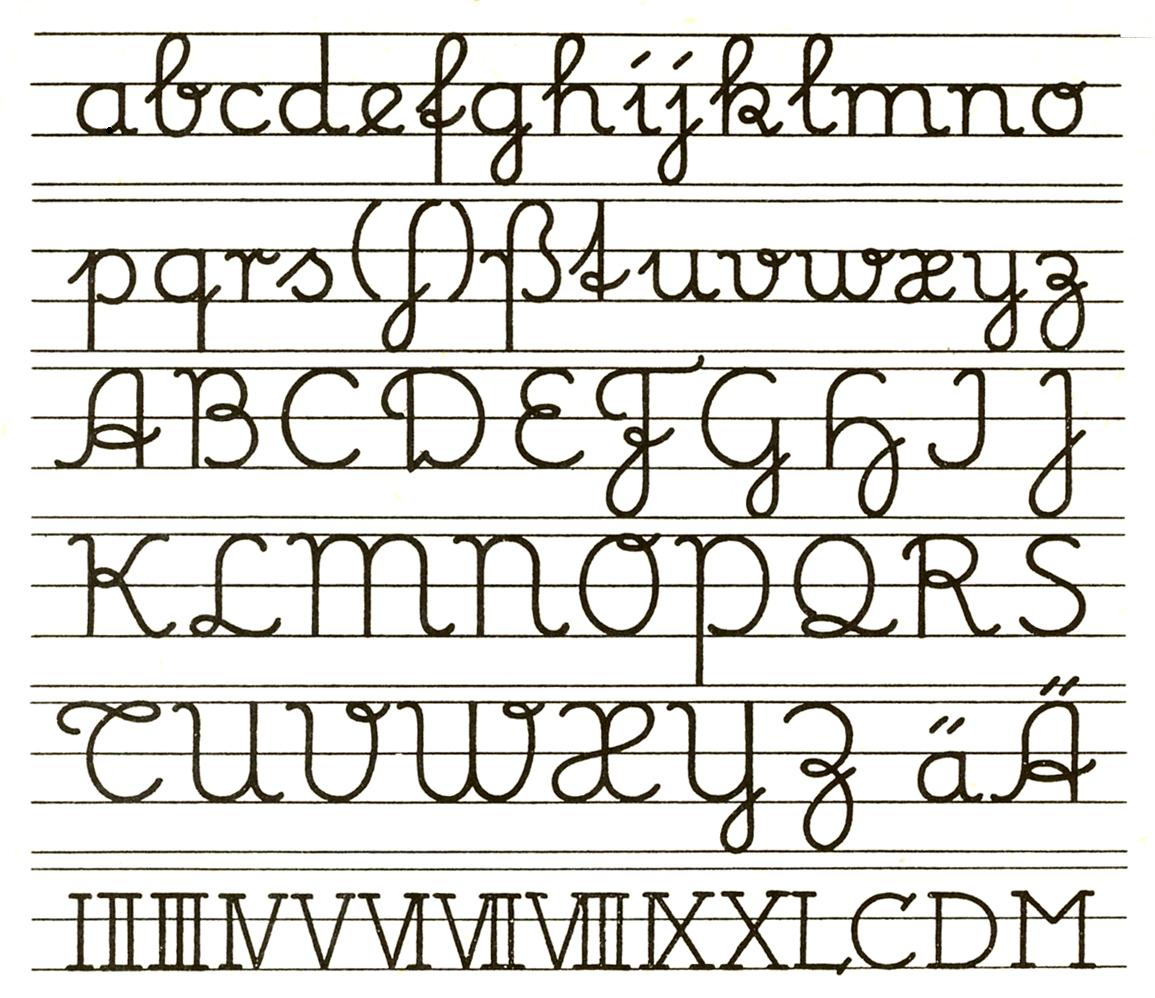
Sütterlin, alfabet normatiu per a les escoles llatí per aprendre a escriure

### De la polèmicaFraktur-Antiqua fins a la prohibició pels nazis
En els llibres, des del segle xvi era de costum d'imprimir les paraules alemanys en Fraktur i les paraules i citacions d'altres llengües en Antiqua. Des del segle xix a l'escola elemental alemanya, s'ensenyaven la Fraktur i Antiqua, ambdues en forma impresa i escrita, i en minúscules i majúscules, doncs vuit alfabets en total. En el segle xix va començar la polèmica entre aficionats i adversaris de Fraktur. Pedagogs no veien cap utilitat en mantenir dos alfabets, força diferents, però ambdós derivats de l'alfabet llatí, que complicaven inútilment l'aprenentatge. Des de 1880 psicòlegs adversaris i aficionats van utilitzar estudis de la jove psicologia de la percepció per provar quina de les dues formes era més fàcil per llegir, amb resultats variables. Ja al 1880 a l'anuari de l'Associació per a la salut escolar, es va preconitzar «La victòria de l'Antiqua només és una qüestió de temps». A l'estat quadrilingüe de Suïssa era clar que la desaparició d'un segon alfabet facilitaria la vida. També els suïssos hi veien una de les raons principals per què la gent de parla romànica no aprenien gaire alemany. A Alemanya, els camps eren més dividits, i la polèmica va esdevenir un veritable Kulturkampf. El 1911 la qüestió va dividir el parlament alemany. Una proposició de llei per tolerar l'Antiqua junts amb la  Fraktur, primer va ser acceptada i després va ser refusada pel parlament, de manera que finalment no va canviar res.
La Fraktur finalment va ser prohibida per Hitler mitjançant un decret el 1941. Pensava que aquest tipus va ser dissenyat per un jueu i va denominar la pòlissa Schwabacher Judenlettern. Hitler no era un aficionat de tot el que era «gòtic». A més, hi veia un obstacle per l'expansió de l'alemany. Joseph Goebbels va aprovar la decisió de Hitler d'abandonar la Fraktur i va escriure al seu diari: «Molt bé. Així els nens no hauran d'aprendre vuit alfabets. I la nostra llengua podrà esdevenir una llengua mundial.» En el redactat va concloure que la lletra d'ús normal i oficial havia de ser la Antiqua.

### Després de 1941
Després de la guerra, les forces aliades que van ocupar Alemanya, no van anul·lar el decret, per què la lectura de texts en Fraktur llur esqueia molt difícil.
En l'actualitat, la tipografia Fraktur té un ús principalment decoratiu, per exemple, a les capçaleres de periòdics alemanys com Frankfurter Allgemeine Zeitung, o noruecs com Aftenposten.
Més enllà de la composició tipogràfica, la Fraktur de vegades és utilitzada en matemàtiques per a denominar conceptes paral·lels associats a una mateixa lletra. Per exemple, G denota un grup de Lie, mentre que {\displaystyle {\mathfrak {g}}} denota una àlgebra de Lie. La lletra {\displaystyle {\mathfrak {c}}} també s'utilitza per a denotar la cardinalitat del continu.

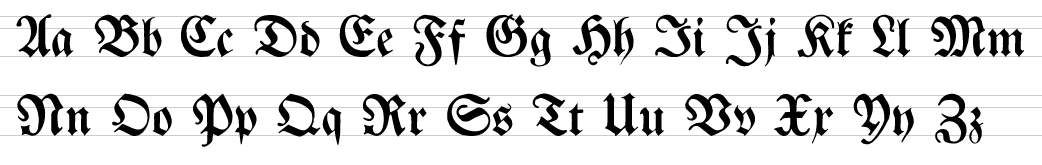
Mostra tipogràfica de la font Breitkopf Fraktur

## Trets significatius
En aquest exemple es pot veure com les formes típiques d'alguns caràcters de caixa alta són completament diferents en la font Fraktur. Això dificultava la lectura de molta gent que no hi estava acostumada. Els traços de la Fraktur són de construcció discontínua i tenen un contrast exagerat, corbes tallades, estil manuscrit i remats recarregats. També destaquen certs caràcters com la a, d'un pis, la e amb barra obliqua i la g amb cola oberta, entre d'altres.